# جند أنصار الله
جند أنصار الله جماعة فلسطينية، ذات توجه سلفي جهادي موالية لتنظيم القاعدة. تزعمها عبد اللطيف موسى في قطاع غزة. نشأت الجماعة في نوفمبر 2008.

## النشأة
انطلقت من مدينتي رفح وخان يونس جنوب قطاع غزة، ثم أقامت عدة معسكرات تدريب في قطاع غزة. تدعي الجماعة سعيها إلى الجهاد بهدف «إعلاء كلمة الله ونصرة نبيه».
شاركت القتال مع حماس في العدوان الإسرائيلي على غزة كان معظم اعضائها في صفوف الحركة.

### خلافها مع حماس
بدات خلافاتها تظهر مع حماس لرفضها الدائم تطويع حماس لها حتى أتهمتها حماس بأنها أصدرت بيانًا أعلنت فيه أنها لن تعين كافرًا على كافر وتعني بذلك حركة حماس مقابل الاحتلال الإسرائيلي، ولكن سرعان ما نفي عبد اللطيف موسى [مؤسس الجماعة ذلك في آخر خطبة له].
كما نسب قبلها للجماعة تفجير عدد من محلات الحلاقة النسائية، إضافة لتفجير عدد من مقاهي الإنترنت التي ترى أنها أماكن للرذيلة، لكن الجماعة نفت نفيا قاطعا علاقتها بأي تفجيرات داخلية.

## قائمة العمليات ضد إسرائيل
بتاريخ 24 من شهر 9 بسنة 2009 تبنى جيش الأمة وجند أنصار الله إطلاق صاروخ على النقب الغربي في محيط عسقلان
بتاريخ 2 بشهر 10 بسنة 2009 أعلن أبو عبد الله المقدسي الناطق باسم جند انصار الله وجيش المقدس في اتصال هاتفي بوكالة "معا" تبنيه إطلاق صواريخ في غرب النقب ردا على جرائم جيش
تعد «غزوة البلاغ» أبرز العمليات العسكرية التي قام بها جند أنصار الله ضد قوات الدفاع الإسرائيلية رغم أنها قد فشلت. وقد نفذها عناصر التنظيم في 8 يونيو 2009 ضد موقع عسكري إسرائيلي قرب السياج الفاصل شرق قطاع غزة وقتل خلالها ثلاثة من عناصر التنظيم الذي استخدم الجياد في هذا الهجوم.

## الإمارة الإسلامية
في 14 أغسطس 2009 أعلن عبد اللطيف موسى زعيم جند أنصار الله في قطاع غزة، خلال خطبة الجمعة من مسجد ابن تيمية برفح إقامة إمارة رفح الإسلامية وقال: "سنقيم هذه الإمارة على جثثنا وأجسادنا، وسنقيم بها الحدود والجنايات وأحكام الشريعة الإسلامية وستعيد لهذه الإمارة الحياة وطعمها".
عقب الإعلان، اندلعت اشتباكات صباح يوم السبت 15 أغسطس 2009 عندما هاجمت السلطات المسلحين المتحصنين داخل المسجد وانتهت من العملية الأمنية التي قامت بها أجهزة الأمن الفلسطينية بمدينة رفح، ضد الجماعة. قتل على خلفها عبد اللطيف موسى واحد مرافقيه ويدعى أبو عبد الله السوري، قتلا في اشتباكات جرت في محيط منزل تحصنا به في مدينة رفح جنوب قطاع غزة. كما لقي ستة آخرون من أتباعه مصرعهم، وجرح 20 ونحجت قوات أمن الحكومة المقالة في اعتقال أكثر من أربعين وقامت بالسيطرة على معاقلهم التي تحصنوا بها في مدينة رفح.